# Кастеньеро
Кастеньеро (итал. Castegnero) — коммуна в Италии, располагается в провинции Виченца области Венеция.
Население составляет 2491 человек, плотность населения составляет 226 чел./км². Занимает площадь 11 км². Почтовый индекс — 36020. Телефонный код — 0444.
Покровителями коммуны почитаются святой Георгий Победоносец в Кастеньеро и святой архангел Михаил в Villaganzerla. В коммуне 8 сентября особо празднуется Рождество Пресвятой Богородицы.